# Fengslet av Olsenbanden
Fengslet av Olsenbanden er en norsk dokumentarfilm på 60 minutter, som blev lavet samtidig med Olsenbandens siste stikk i 1999. Den fortæller om, hvordan Olsenbanden kom til Norge, og hvordan det hele foregik i de 30 år, Olsenbanden blev produceret i Norge.
Filmen blev instrueret af Bjørn Jansen og Hans Jørgen Brundtland, mens Hans Jørg Brundtland skrev manuskriptet. Filmen indeholdt blandt andet interviews med Arve Opsahl, Sverre Holm, Aud Schønemann, Knut Bohwim, Nils Ole Oftebro og Pål Johannessen.